# Go.com
Go.com é um website da Buena Vista inc , subsidiária da Walt Disney Company, e da Pathfinder.com.